# Club Polideportivo Chinato
Club Polideportivo Chinato es un equipo de fútbol español localizado en Malpartida de Plasencia, Extremadura. Fundado en 1969, actualmente milita en Primera División Extremeña. Disputa los partidos como local en el Campo de Fútbol Eras de las Matas, con una capacidad de 1.000 espectadores.

## Trayectoria
| Temporada | División   | Posición | Copa del Rey |
| --------- | ---------- | -------- | ------------ |
| 1986/87   | 1ª Reg.    | 13.°     |              |
| 1987/88   | 1ª Reg.    | 10.°     |              |
| 1988/89   | 1ª Reg.    | 10.°     |              |
| 1989/90   | 1ª Reg.    | 3.°      |              |
| 1990/91   | Reg. Pref. | 14.°     |              |
| 1991/92   | Reg. Pref. | 6.°      |              |
| 1992/93   | Reg. Pref. | 18.°     |              |
| 1993/94   | 1ª Reg.    | 3.°      |              |
| 1994/95   | 1ª Reg.    | 2.°      |              |
| 1995/96   | Reg. Pref. | 6.°      |              |
| 1996/97   | Reg. Pref. | 4.°      |              |
| 1997/98   | Reg. Pref. | 5.°      |              |
| 1998/99   | Reg. Pref. | 9.°      |              |
| 1999/00   | Reg. Pref. | 6.°      |              |
| 2000/01   | Reg. Pref. | 8.°      |              |
| 2001/02   | Reg. Pref. | 7.°      |              |
| 2002/03   | Reg. Pref. | 17.°     |              |
| 2003/04   | Reg. Pref. | 19.°     |              |
| 2004/05   | 1ª Reg.    | 1.°      |              |
| 2005/06   | Reg. Pref. | 6.°      |              |

| Temporada | División   | Posición | Copa del Rey |
| --------- | ---------- | -------- | ------------ |
| 2006/07   | Reg. Pref. | 6.°      |              |
| 2007/08   | Reg. Pref. | 12.°     |              |
| 2008/09   | Reg. Pref. | 11.°     |              |
| 2009/10   | Reg. Pref. | 11.°     |              |
| 2010/11   | Reg. Pref. | 2.°      |              |
| 2011/12   | 3ª         | 20.°     |              |
| 2012/13   | Reg. Pref. | 13.°     |              |
| 2013/14   | Reg. Pref. | 14.°     |              |
| 2014/15   | Reg. Pref. | 10.°     |              |
| 2015/16   | Reg. Pref. | 12.°     |              |
| 2016/17   | 1ª Ext.    | 7.°      |              |
| 2017/18   | 1ª Ext.    | 3.°      |              |
| 2018/19   | 1ª Ext.    | 5.°      |              |
| 2019/20   | 1ª Ext.    | 1.°      |              |
| 2020/21   | 3ª         | 20.°     | Preliminar   |
| 2021/22   | 1ª Ext.    | 7.°      |              |
| 2022/23   | 1ª Ext.    | 5.°      |              |
| 2023/24   | 1ª Ext.    | 1.°      |              |

- 2 temporadas en Tercera División

## Palmarés

### Torneos regionales
| Competición regional                  | Títulos          | Subcampeonatos   |
| ------------------------------------- | ---------------- | ---------------- |
| Primera División Extremeña (2/1)      | 2019-20, 2023-24 | 2010-11          |
| Segunda División Extremeña (1/2)      | 2005-06          | 1984-85, 1994-95 |
| Segunda Regional de Extremadura (0/1) |                  | 1979-80          |